# 833

## Esdeveniments

### Països Catalans
- Barcelona, Girona i Elna guanyen preceptes d'immunitat per part de Lluís I el Pietós.
- Consagració de l'església del Castell de Lillet.

### Món
- Creació d'una universitat a l'Imperi Romà d'Orient

## Naixements
- 28 de desembre, Xina: Emperador Yizong de Tang (m. 873).